# Litsea morrisonensis
Litsea morrisonensis är en lagerväxtart som beskrevs av Bunzo Hayata. Litsea morrisonensis ingår i släktet Litsea och familjen lagerväxter. Inga underarter finns listade i Catalogue of Life.